# Araschgen
Araschgen (toponimo tedesco) è una frazione dei comuni svizzeri di Churwalden e Coira, nella regione Plessur (Canton Grigioni).

## Storia
Gli insediamenti rurali sparsi che compongono Araschgen divennero noti per le proprietà minerali della acque nel XVI secolo e l'area conobbe sviluppo come stazione termale a partire dal 1863; dalla fine del XIX lo sviluppo della frazione, soprattutto della parte compresa nel comune di Coira, conobbe ampio sviluppo residenziale.

## Monumenti e luoghi d'interesse
- Chiesa riformata.

## Società

### Evoluzione demografica
Nel 1990 Araschgen contava circa 250 abitanti.

## Economia
Araschgen è una stazione termale sviluppatasi a partire dal 1863.